# Campoplex hinziator
Campoplex hinziator är en stekelart som beskrevs av Aubert 1980. Campoplex hinziator ingår i släktet Campoplex och familjen brokparasitsteklar. Inga underarter finns listade.